# Distribució de Lévy

Funcions de densitat per diferents valors de c

En teoria i estadística de probabilitats, la distribució de Lévy, anomenada després de Paul Lévy, és una distribució de probabilitat contínua per a una variable aleatòria no negativa. En espectroscòpia, aquesta distribució, amb la freqüència com a variable dependent, es coneix com a perfil de van der Waals. És un cas especial de la distribució gamma inversa. És una distribució estable.
La funció de densitat de probabilitat de la distribució de Lévy sobre el domini {\displaystyle x\geq \mu } és

Funcions de distribació per diferents valors de c

{\displaystyle f(x;\mu ,c)={\sqrt {\frac {c}{2\pi }}}~~{\frac {e^{-{\frac {c}{2(x-\mu )}}}}{(x-\mu )^{3/2}}}}
on {\displaystyle \mu } és el paràmetre d'ubicació i {\displaystyle c} és el paràmetre d'escala. La funció de distribució acumulada és
{\displaystyle F(x;\mu ,c)={\textrm {erfc}}\left({\sqrt {\frac {c}{2(x-\mu )}}}\right)=2-2\Phi \left({\sqrt {\frac {c}{(x-\mu )}}}\right)}
on {\displaystyle {\textrm {erfc}}(z)} és la funció d'error complementària i {\displaystyle \Phi (x)} és la funció de Laplace (CDF de la distribució normal estàndard). El paràmetre de canvi {\displaystyle \mu } té l'efecte de desplaçar una quantitat la corba cap a la dreta {\displaystyle \mu }, i canviant el suport a l'interval {\displaystyle \mu }, {\displaystyle \infty }. Com totes les distribucions estables, la distribució de Levy té una forma estàndard f(x;0,1) que té la propietat següent:
{\displaystyle f(x;\mu ,c)dx=f(y;0,1)dy\,}
on y es defineix com
{\displaystyle y={\frac {x-\mu }{c}}\,}
La funció característica de la distribució de Lévy ve donada per
{\displaystyle \varphi (t;\mu ,c)=e^{i\mu t-{\sqrt {-2ict}}}.}

## Aplicacions
- La freqüència de les inversions geomagnètiques sembla seguir una distribució de Lévy.
- El temps de colpejar un sol punt, a distància {\displaystyle \alpha } des del punt de partida, pel moviment brownià té la distribució de Lévy amb {\displaystyle c=\alpha ^{2}}. (Per a un moviment brownià amb deriva, aquest temps pot seguir una distribució gaussiana inversa, que té com a límit la distribució de Lévy.)
- La longitud del camí seguit per un fotó en un medi tèrbol segueix la distribució de Lévy.[5]
- Un procés de Cauchy es pot definir com un moviment brownià subordinat a un procés associat a una distribució de Lévy.[6]